# 頌竜旗
頌竜旗（しょうりゅうき、英：The Praise the Dragon Flag　simplified Chinese: 颂龙旗; traditional Chinese: 頌龍旗; pinyin: sòng lóng qí) は、大清帝国の仮国歌である。1911年に正式な国歌が誕生するまで大清帝国で歌われていた。

## 歴史
1906年（光緒32年）に、清朝軍務部が設立され、この歌を国歌として書かれた。清王朝はこの歌を一時的な国歌（代國歌）として使用した。 
大清帝国が外交的な面での国歌の必要性がありながら、正式な国歌を制定せずにいたとき欧州諸国には自分の国の歌を持ち、それを歌うという素晴らしい文化があったと知り、大清帝国は、国歌を制作する。 
頌竜旗は、歌われていた記録などは少ないとされている。また、その他にも大清帝国の軍歌などが仮国歌とされることもあったため、頌竜旗の記録は多くは残されていないと考えられている。 
もちろん歌われていた時期としては、大清帝国の建国から、正式な国歌ができるまでなのは明白であるが、それでもなお歌っていた記録は少ない。この頌竜旗のような仮国歌は、その他にもおよそ21個ほどはあったと記録されている。

## 歌詞

### 簡体字中国語
于斯万年，亚东大帝国！山岳纵横独立帜，江河漫延文明波；四百兆民神明冑，地大物产博。扬我黄龙帝国徽，唱我帝国歌！

### 繁体字中国語
於斯萬年，亞東大帝國！山嶽縱橫獨立幟，江河漫延文明波；四百兆民神明冑，地大物產博。揚我黃龍帝國徽，唱我帝國歌！

### ピンイン
yú sī wàn nián，yà dōng dà dì guó！shān yuè zòng héng dú lì zhì，jiāng hé màn yán wén míng bō；sì bǎi zhào mín shén míng zhòu，dì dà wù chǎn bó。yáng wǒ huáng lóng dì guó huī，chàng wǒ dì guó gē！

### 訳
我らは東アジアの大帝国として何千年もの間ここに居た！我らの土地の山、我らの土地の川は、文化を広める。神に恵まれた4億人、我らには大きな土地とたくさんの産物がある。黄竜徽の誇りを上げて、帝国の歌を歌おう！